# Ana Murugarren
Ana Murugarren Fabo (Marcilla, Navarra, 1965) és una cineasta navarresa.

## Trajectòria
Llicenciada en Ciències de la Informació per la Universitat del País Basc, va començar la seva carrera professional amb la productora bilbaïna Creativideo com a realitzadora i muntadora, formant part durant les dècades dels 80 i 90 del que es va venir a dir el nou cinema basc, treballant juntament amb Joaquín Trincado, Luis Marías o Enrique Urbizu, entre d'altres. Junts van muntar el canal de televisió independent Canal 25, finalment tancat pel Govern poc després de néixer. És també una muntadora de cinema de llarga trajectòria en la indústria audiovisual espanyola, i ha treballat amb Enrique Urbizu, Pablo Berger, Joaquín Trincado o Álex de la Iglesia.
El seu primer treball reconegut va ser el videoclip del grup de punk Eskorbuto "Antes de las guerras" de 1985. Va dirigir i va produir amb Joaquín Trincado en 2006 el documental Esta no es la vida privada de Javier Krahe, una road movie amb enregistraments del cantautor madrileny per les quals va ser acusat d'ofensa als sentiments religiosos. Posteriorment, en 2011, va dirigir per a Televisió Espanyola i la ETB1 la minisèrie El precio de la libertad i el migmetratge La dama guerrera el 2012. En llargmetratges de ficció, va dirigir Tres mentiras el 2014, amb Nora Navas i Mikel Losada, i La higuera de los bastardos, amb Karra Elejalde, Carlos Areces i Pepa Aniorte, que es va estrenar el 13 de setembre de 2017.
Murugarren pertany a la Associació de dones cineastes i de mitjans audiovisuals (CIMA).

## Premis
En 1991, Murugarren va obtenir el premi al Millor Muntatge a les Medalles del Cercle d'Escriptors Cinematogràfics per la pel·lícula d'Enrique Urbizu Todo por la pasta, nominada als Premis Goya Millor guió original, música i efectes especials. El 2006, va obtenir el Premi Vocento a la Creativitat al Cinema pel documental Esta no es la vida privada de Javier Krahe. El 2011, com a directora de la minisèrie per TVE i ETB El precio de la libertad, va rebre diversos premis nacionals i internacionals. Per La dama guerrera, Murugarren va rebre en 2012 el premi al Millor Llargmetratge als Euskal Bobinak. El 2014 i 2015, el seu llargmetratge Tres mentiras va rebre diversos reconeixements en festivals dins i fora d'Espanya.
En 2018 va rebre el Silver Screen Award i el Global Grand Jury Cinematic Excellence al Hollywood Film Festival, que reconeix el millor llargmetratge espanyol a la pel·lícula ‘La higuera de los bastardos'. Millor direcció a l'Albuquerque Film&Music Festival i el Premi Especial del Jurat del Seattle Latino Film Festival. La pel·lícula de Murugarren va participar en la Secció Oficial del Fantastic Fest d'Austin, Texas, i es va estrenar en sales i plataformes a USA al maig de 2019.

## Filmografia com a directora
| Títol                                      | Any  | Riment                                                                                   |
| ------------------------------------------ | ---- | ---------------------------------------------------------------------------------------- |
| García y García                            | 2021 | José Mota, Pepe Viyuela, Jordi Sánchez                                                   |
| La higuera de los bastardos                | 2017 | Karra Elejalde, Carlos Areces, Pepa Aniorte, Mikel Losada, Andrés Herrera, Jordi Sánchez |
| Tres mentiras                              | 2014 | Nora Navas, Mikel Losada, Azucena Trincado, Carmen San Esteban, Lander Otaola            |
| La dama guerrera                           | 2012 | Ylenia Baglietto, Mikel Losada, Lander Otaola, Azucena Trincado                          |
| El precio de la libertad                   | 2011 | Quim Gutiérrez, Andrés Herrera, Mikel Losada, Leire Berrocal, Ramón Barea,               |
| Esta no es la vida privada de Javier Krahe | 2005 | Javier Krahe (documental)                                                                |

## Filmografia com a muntadora
| Títol                                      | Any  | Direcció                         |
| ------------------------------------------ | ---- | -------------------------------- |
| La higuera de los bastardos                | 2017 | Ana Murugarren                   |
| Tres mentiras                              | 2014 | Ana Murugarren                   |
| La dama guerrera                           | 2012 | Ana Murugarren                   |
| El precio de la libertad                   | 2011 | Ana Murugarren                   |
| Esta no es la vida privada de Javier Krahe | 2005 | Ana Murugarren, Joaquín Trincado |
| Sálvate si puedes                          | 1995 | Joaquín Trincado                 |
| Todo por la pasta                          | 1991 | Enrique Urbizu                   |
| Mamá                                       | 1988 | Pablo Berger                     |
| Tu novia está loca                         | 1988 | Enrique Urbizu                   |